# José Sá
José Pedro Malheiro de Sá, mais conhecido como José Sá, (Braga, Portugal, 17 de janeiro de 1993) é um futebolista português que atua como goleiro. Atualmente joga pelo Wolverhampton Wanderers.
Foi eleito o melhor goleiro do Campeonato Europeu Sub-21 em 2015, depois de Portugal chegar à final da competição, perdendo nos pênaltis com a Suécia.

## Títulos
Porto B
- Segunda Liga: 2015–16

Porto
- Primeira Liga: 2017–18

Olympiakos
- Super Liga Grega: 2019–20 e 2020–21
- Taça da Grécia: 2019–20

Seleção Portuguesa
- Liga das Nações da UEFA: 2018–19 e 2024–25[3]

## Vida pessoal
É casado com a atriz portuguesa Raquel Jacob.